# 細川一
細川 一（ほそかわ はじめ、1901年9月23日 - 1970年10月13日）は、日本の医師、医学者。新日本窒素肥料株式会社（後のチッソ株式会社）水俣工場附属病院長であり、水俣工場が引き起こした水俣病の症状を公式に発見した医師である。

## 来歴・人物
愛媛県西宇和郡三瓶村（現・西予市）生まれ。岡金太郎の長男として生まれる。
旧制愛媛県立宇和島中学校、旧制佐賀高等学校を経て、1927年、東京帝国大学医学部を卒業。
1936年、日本窒素肥料株式会社に入社。朝鮮咸鏡北道慶興郡（現在の北朝鮮）にある阿吾地工場の附属病院長に就いた。1941年、水俣工場附属病院長に就任。その後軍医としてビルマに赴任した。1947年に復員し、水俣工場附属病院長の職に戻る。1950年、財閥解体により日本窒素肥料は新日本窒素肥料となった。
1956年5月1日、「原因不明の中枢神経疾患の発生」を水俣保健所に報告。この日が水俣病公式確認の日とされる。
1957年5月、猫に水俣工場廃液を与える実験を開始。1959年10月6日、廃液を投与され続けた「猫400号」が運動失調の症状を示すことを確認し、工場責任者に報告した。細川は水俣病の原因は工場廃液と確信するが、会社の説得によってこれを公表できなかった。1962年、新日本窒素肥料を辞め、愛媛県に帰郷。
1969年春、合化労連新日窒労組執行委員長の岡本達明は、新潟水俣病訴訟弁護団幹事長の坂東克彦にメーデーの挨拶を依頼。ほどなくして坂東は石牟礼道子から、「水俣に来る途中、愛媛の細川先生のところに立ち寄って、先生の手元にある猫実験のノートの内容を確認してほしい。今それができるのは坂東さんしかいない」との葉書を受け取る。4月末、坂東の訪問を受けた細川は、「猫400号実験」に関するノートを坂東に見せた。
1970年5月、肺ガンのため癌研究所附属病院（東京都豊島区）に入院。
水俣病裁判弁護団は、裁判長、弁護士が共に入院先の病室に赴いて尋問する臨床尋問をおこなうことを決定。細川の体調を鑑みて、病院側からは、一度きりの尋問しか許可されなかった。
同年7月4日午前10時20分から2時間、臨床尋問を受ける。「猫400号実験」について会社側（技術部）も知っていたと証言。10月13日、肺癌のため死去。69歳没。

### 死後
1973年3月20日、熊本地方裁判所で患者側勝訴の判決が出る。「チッソは水俣病の原因が有機水銀と認識しながら工場排水をながしていたという過失責任がある」とし、また、裁判官は、細川の証言について言及、「発症状況を報告するのは極めて自然であり、細川に事実を曲げる必要性が毛頭ないこと。それが意味する重大性から、細川の記憶違いはない」と断定した。
1992年5月1日、水俣病の公式確認日であるこの日、第1回「水俣病犠牲者慰霊式」が水俣湾埋立地で開催された。市主催の合同慰霊祭は24年ぶり。以後、毎年5月1日に開催されている。